# Philip Ford (regista)
Philip Ford, nato Philip John Feeney (Portland, 16 ottobre 1900 – Los Angeles, 12 gennaio 1976), è stato un regista e attore statunitense.
È figlio d'arte; suo padre era l'attore e regista Francis Ford.

## Filmografia parziale

### Regista
Cinema
- The Tiger Woman (1945)
- Crime of the Century (1946)
- Valley of the Zombies (1946)
- The Inner Circle (1946)
- The Last Crooked Mile (1946)
- The Invisible Informer (1946)
- The Mysterious Mr. Valentine (1946)
- Web of Danger (1947)
- The Wild Frontier (1947)
- Bandits of Dark Canyon (1947)
- California Firebrand (1948)
- The Bold Frontiersman (1948)
- The Timber Trail (1948)
- Train to Alcatraz (1948)
- Marshal of Amarillo (1948)
- Angelo in esilio (Angel in Exile) (1948)
- Desperadoes of Dodge City (1948)
- The Denver Kid (1948)
- Hideout (1949)
- Prince of the Plains (1949)
- Law of the Golden West (1949)
- Outcasts of the Trail (1949)
- The Wyoming Bandit (1949)
- South of Rio (1949)
- San Antone Ambush (1949)
- Ranger of Cherokee Strip (1949)
- Pioneer Marshal (1949)
- Powder River Rustlers (1949)
- The Vanishing Westerner (1950)
- Trial Without Jury (1950)
- The Old Frontier (1950)
- Redwood Forest Trail (1950)
- Prisoners in Petticoats (1950)
- Pride of Maryland (1951)
- Missing Women (1951)
- Buckaroo Sheriff of Texas (1951)
- Wells Fargo Gunmaster (1951)
- The Dakota Kid (1951)
- Rodeo King and the Senorita (1951)
- Utah Wagon Train (1951)
- Bal Tabarin (1952)
- Desperadoes' Outpost (1952)

Televisione
- The Adventures of Kit Carson - 2 episodi (1954)
- Studio 57 - 2 episodi (1954-1955)
- Adventures of Superman - 8 episodi (1956-1958)
- Lassie - 51 episodi (1955-1958)
- Beware of the Dog - 6 episodi (1964)

### Attore
- The Purple Mask, regia di Grace Cunard e Francis Ford (1916)
- The Mystery Ship, registi vari (1917)
- The Silent Mystery, regia di Francis Ford (1918)
- The Mystery of 13, regia di Francis Ford (1919)
- The Great Reward, regia di Francis Ford (1921)
- The Milky Way, regia di W.S. Van Dyke (1922)
- According to Hoyle, regia di W.S. Van Dyke (1922)
- Storm Girl, regia di Francis Ford (1922)
- Heroes of the Street, regia di William Beaudine (1922)
- Perils of the Wild, regia di Francis Ford (1925)
- Officer '444', regia di Francis Ford e Ben F. Wilson (1926)
- L'aquila azzurra (The Blue Eagle), regia di John Ford (1926)